# Atemwegsliga
Die Deutsche Atemwegsliga ist ein gemeinnütziger eingetragener Verein mit Sitz in Bad Lippspringe. Sie wurde 1979 gegründet, um die Versorgung von Patienten mit Atemwegs- und Lungenkrankheiten, insbesondere bei Asthma und COPD, in Deutschland nachhaltig zu bessern und in der Öffentlichkeit mehr Aufmerksamkeit für diese Atemwegs- und Lungenkrankheiten zu schaffen. Hierzu wurden Empfehlungen und Leitlinien entwickelt sowie Fortbildungen für Ärzte und Patienten angeboten. Die Atemwegsliga wird finanziell von großen Pharma-Unternehmen unterstützt.

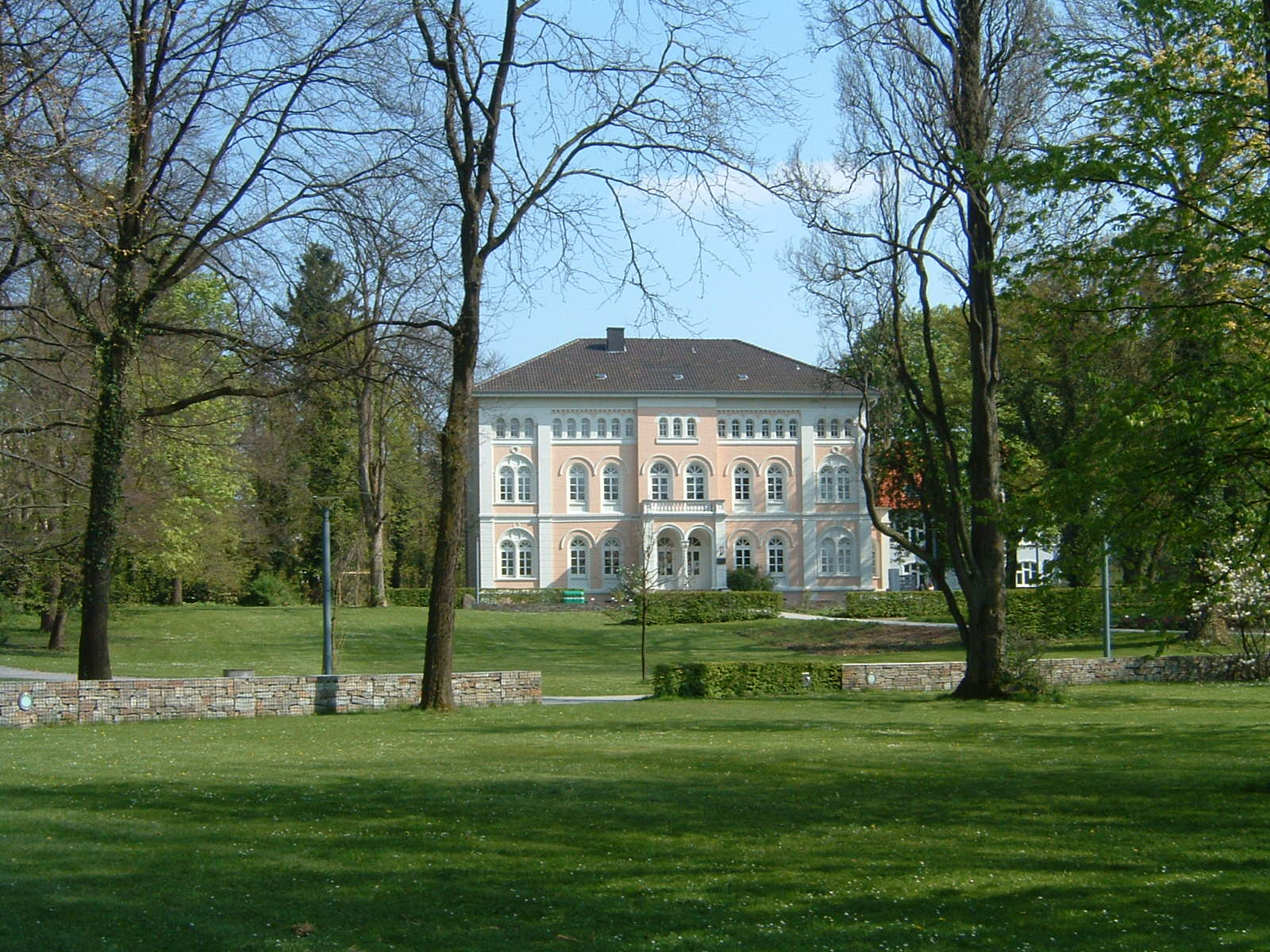
Sitz der Atemwegsliga im Prinzenpalais in Bad Lippspringe

## Aufgaben
Die Arbeit der Atemwegsliga umfasst:
- die Veröffentlichung von Empfehlungen zur Prävention, Diagnostik und Therapie unter Einschluss der Rehabilitation für Patienten mit Atemwegserkrankungen, insbesondere Asthma und COPD
- die Fortbildung von Ärzten,
- die Information von Patienten und der Öffentlichkeit,
- die Unterstützung von Programmen zur Prophylaxe und Früherkennung von Atemwegserkrankungen
- die Förderung der pneumologischen Forschung
- sowie die Förderung der Qualitätssicherung in Diagnostik und Therapie und
- Stellungnahmen zu aktuellen Problemen in der Versorgung von Patienten mit Atemwegs- und Lungenkrankheiten.

## Leitlinien für Ärzte
Ein wichtiges Instrument zur Sicherung der medizinischen Versorgungsqualität sind von Experten verfasste Leitlinien, die das vorhandene aktuelle Wissen bündeln und daraus Empfehlungen für das ärztliche Handeln ableiten. Für die meisten Atemwegserkrankungen wird diese wichtige Aufgabe von der Deutschen Atemwegsliga in Zusammenarbeit mit der Deutschen Gesellschaft für Pneumologie und Beatmungsmedizin übernommen. Sowohl für Asthma als auch für COPD wurden Leitlinien zur Diagnostik und Therapie erarbeitet. Die Leitlinien stellen die Anforderungen an eine moderne Behandlung von Asthma und COPD gut nachvollziehbar dar und zeigen das diagnostische und therapeutische Vorgehen systematisch auf.
Außer der detaillierten Langfassung gibt es von beiden Leitlinien auch eine Kurzversion, die schnell und übersichtlich praxisrelevante Informationen verfügbar macht sowie Faltblätter mit den wichtigsten Tabellen und Diagrammen.
Für spezielle Themen und praxisrelevante Fragestellungen ohne hinreichende Datenlage bietet sich die Möglichkeit, den Stand der Wissenschaft in Form von Empfehlungen zusammenzufassen. Dies hat die Deutsche Atemwegsliga u. a. für die Spirometrie, die Bodyplethysmografie und physiotherapeutische Atemgymnastik umgesetzt.

## Fortbildung von Ärzten
NASA und COBRA wurden so konzipiert, dass niedergelassene Ärzte die Schulung gut in den Praxisablauf integrieren können. Seit mehreren Jahren bietet die Deutsche Atemwegsliga Train-the-Trainer-Seminare für die ambulante Patientenschulung an. Ärzte und Praxismitarbeiter erhalten in diesen Seminaren viele praktische Ratschläge zur Organisation und Durchführung der Patientenschulung mit NASA und COBRA und können die Lehrtätigkeit aktiv trainieren. Außerdem ist ein Tischflipchart mit Folien zu NASA bzw. COBRA erhältlich.

## Information für Patienten
Die Deutsche Atemwegliga bietet zu fast allen relevanten pneumologischen Themen kurz- und verständlich formulierte Informationsschriften an. Sie verlegt auch Leitlinien für Patienten, die in Anlehnung an die wissenschaftlichen Leitlinien in Kooperation mit Patientenverbänden entstanden sind. Asthma- und COPD-Tagebücher bzw. Notfallpässe und persönliche Beratung ergänzen das Angebot für Patienten. Patienten können sich mit individuellen Problemen per E-Mail oder Brief an die Geschäftsstelle wenden.

## Patientenschulung mit NASA und COBRA
Eine standardisierte Patientenschulung als fester Bestandteil der ärztlichen Intervention ist heute Konsens aller Beteiligten. Die Deutsche Atemwegsliga hat deshalb sowohl für Asthmatiker als auch für COPD-Patienten strukturierte Schulungsprogramme entwickelt: NASA (Nationale Asthma Schulungsprogramm für erwachsene Asthmatiker) und COBRA (Chronisch obstruktive Bronchitis mit und ohne Emphysem - Ambulantes Schulungsprogramm für COPD-Patienten). Beide Schulungsprogramme richten sich an erwachsene Patienten.

## Lehrerfortbildungen
Projekte wie „Gleiche Chance Asthma in der Schule?!“ helfen, durch ein Fortbildungsangebot an Lehrer und Referendare, die Situation asthmakranker Kinder in der Schule zu verbessern.

## Finanzierung
Die Atemswegsliga hat veröffentlicht, dass die Geschäftsstelle der Deutschen Atemswegsliga aus Mitgliedsbeiträgen sowie aus Beiträgen eines Fördervereins finanziert wird. Dem Förderverein gehören 20 führende Pharma-Unternehmen an, deren Namen ebenfalls veröffentlicht sind. Zu diesen Firmen gehören zum Beispiel Novartis, Sanofi, GlaxoSmithKline, Pfizer, Bayervital und Boehringer Ingelheim.

## Sonstiges
Die Deutsche Atemwegsliga ist Mitglied im Deutschen Lungentag e.V., dessen Sekretariat sich ebenfalls im Prinzenpalais befindet. Die Atemswegsliga nimmt aktiv an Gesundheitstagen teil und engagiert sich für eine Ausweitung des Angebots an Lungensportgruppen.